# Danilson Córdoba
Danilson Córdoba (n. 6 septembrie 1986, Quibdó⁠(d), Columbia) este un fost fotbalist columbian.
Între 2007 și 2008, Córdoba a jucat 3 de meciuri pentru echipa națională a Columbiei.

## Statistici
| Columbia | Columbia | Columbia |
| An       | Meciuri  | Goluri   |
| -------- | -------- | -------- |
| 2007     | 2        | 0        |
| 2008     | 1        | 0        |
| Total    | 3        | 0        |